# Quảng Tông
Quảng Tông (chữ Hán giản thể: 广宗县, âm Hán Việt: Quảng Tông huyện) là một huyện thuộc địa cấp thị Hình Đài, tỉnh Hà Bắc, Cộng hòa Nhân dân Trung Hoa. Huyện này có diện tích 493 ki-lô-mét vuông, dân số 270.000 người. Mã số bưu chính Quảng Tông là 054600. Chính quyền quận Quảng Tông đóng ở trấn Quảng Tông. Quảng Tông được chia thành 1 trấn và 7 hương.
- Trấn: Quảng Tông.
- Hương: Đại Bình Đài, Đông Chiêu, Kiện Chỉ, Hạch Đào Viên, Hồ Lô, Bắc Đường, Phùng Gia Trại.